# Qianshan Po
Qianshan Po (chinesisch 前山坡 ‚Vorderer-Berg-Hang‘) ist ein 25 m hoher und felsiger Steilhang an der Ingrid-Christensen-Küste des ostantarktischen Prinzessin-Elisabeth-Lands. Er liegt nördlich des Guanjing Shan auf der Halbinsel Xiehe Bandao in den Larsemann Hills. 
Chinesische Wissenschaftler benannten ihn 1988.